# 240e division légère d'infanterie
La 240e division légère d'infanterie (240e DLI) est une division de l'Armée de terre française qui a existé du 5 au 18 juin 1940 pendant la Seconde Guerre mondiale.

## Les chefs de la240edivision légère
Théoriquement commandée par le général Boucher (sl), la division est en fait commandée à partir du 16 juin au matin par le général Buisson (en), qui commande également la 3e DCR.

## Composition
La 240e DLI est formée des unités suivantes :
- 40e demi-brigade nord-africaine, issue des XXIe bataillons (bataillon d'instruction) du 6e RTA, 15e RTA et 16e RTT[2],
- 42e régiment d'infanterie coloniale, issu des XXIe bataillons des 3e RIC, 23e RIC et RICM[3],
- 326e régiment d'artillerie divisionnaire (ex-307e régiment d'artillerie portée)[4], finalement non affecté à la division qui ne dispose pas d'artillerie[5].

## Historique
La division créée le 5 juin 1940. L'unité est incomplète, par exemple la 40e DBNA n'a que 60% de son effectif théorique. La division manque d'armement lourd, comme les canons antichars de 25 mm. Le 13, la division se place dans la zone Courtenot-Magnant-Gyé-sur-Seine. Le 16, elle est rattachée au 18e corps d'armée. Elle parvient depuis l'Aube à se replier sur Montbard, couverte par la 10e brigade de cavalerie blindée polonaise. Son repli vers le sud coupé par la prise de Dijon, la division est capturée le 17 dans la région de Courcelles-lès-Montbard, Flavigny-sur-Ozerain, Baigneux-les-Juifs, Aignay-le-Duc et Saint-Seine-l'Abbaye. Le lendemain, les derniers éléments de la division (XXIe bataillon du 15e RTA et services) capitulent avec le général Buisson à Saint-Seine-l'Abbaye.

## Personnalités
- Michel Debré est officier de liaison à la 240e DLI. Il est capturé le 16 juin à Arthonnay[10].